# Rio Câmpul
O Rio Câmpul é um rio da Romênia, afluente do Uz, localizado no distrito de Bacău.